# True Romance
Pour les articles homonymes, voir À cœur perdu.
Pour plus de détails, voir Fiche technique et Distribution.
True Romance, ou À Cœur perdu au Québec, est un film américano-français réalisé par Tony Scott et sorti en 1993. Ce thriller romantique, écrit par Quentin Tarantino, retrace l'histoire d'un couple de jeunes amoureux qui se retrouve en possession d'une valise remplie de cocaïne appartenant à la mafia et essaie de la vendre à un producteur de cinéma.
Après avoir essayé pendant plusieurs années de mener lui-même ce projet à bien, Quentin Tarantino a fini par vendre son scénario afin de pouvoir réaliser Reservoir Dogs. Tony Scott a insisté pour réaliser le film et n'a quasiment pas altéré le scénario original en dehors de son dénouement. Malgré des critiques majoritairement positives, le film a été un échec commercial à sa sortie au cinéma et sa violence lui a été reprochée. Il est désormais devenu un film culte du genre thriller romantique,,.

## Synopsis
Clarence Worley est un vendeur de bandes dessinées de Détroit, amateur de films d'arts martiaux et grand fan d'Elvis Presley. À l'occasion de son anniversaire, il se rend comme à son habitude dans un cinéma pour voir la trilogie de films The Street Fighter de Sonny Chiba. Il rencontre dans la salle une jeune femme nommée Alabama. Plus tard dans la soirée, alors qu'ils ont couché ensemble, la jeune femme finit par lui avouer être en réalité une call girl engagée par le patron de Clarence comme « cadeau d'anniversaire ». Mais le coup de foudre est réciproque et ils se marient le lendemain.
Clarence décide alors d'aller voir le proxénète d'Alabama, Drexl, pour récupérer ses affaires. Là-bas, la discussion dégénère et Clarence finit par le tuer. Pressé de quitter les lieux, il oublie son permis de conduire et se trompe en pensant emporter la valise d'Alabama. Celle qu'il emmène est en fait remplie de cocaïne. Clarence s'assure qu'il n'est pas suspecté pour le meurtre de Drexl en allant voir son père, un ancien policier, puis il part pour Los Angeles avec Alabama. Mais c'est la mafia qui recherche Clarence, et son père reçoit la visite du gangster Vincenzo Coccotti et de ses hommes. Se sachant condamné, il pousse Coccotti à le tuer en le provoquant mais son sacrifice se révèle inutile quand un des hommes de main trouve l'adresse à Los Angeles que Clarence a laissée à son père pour le contacter.

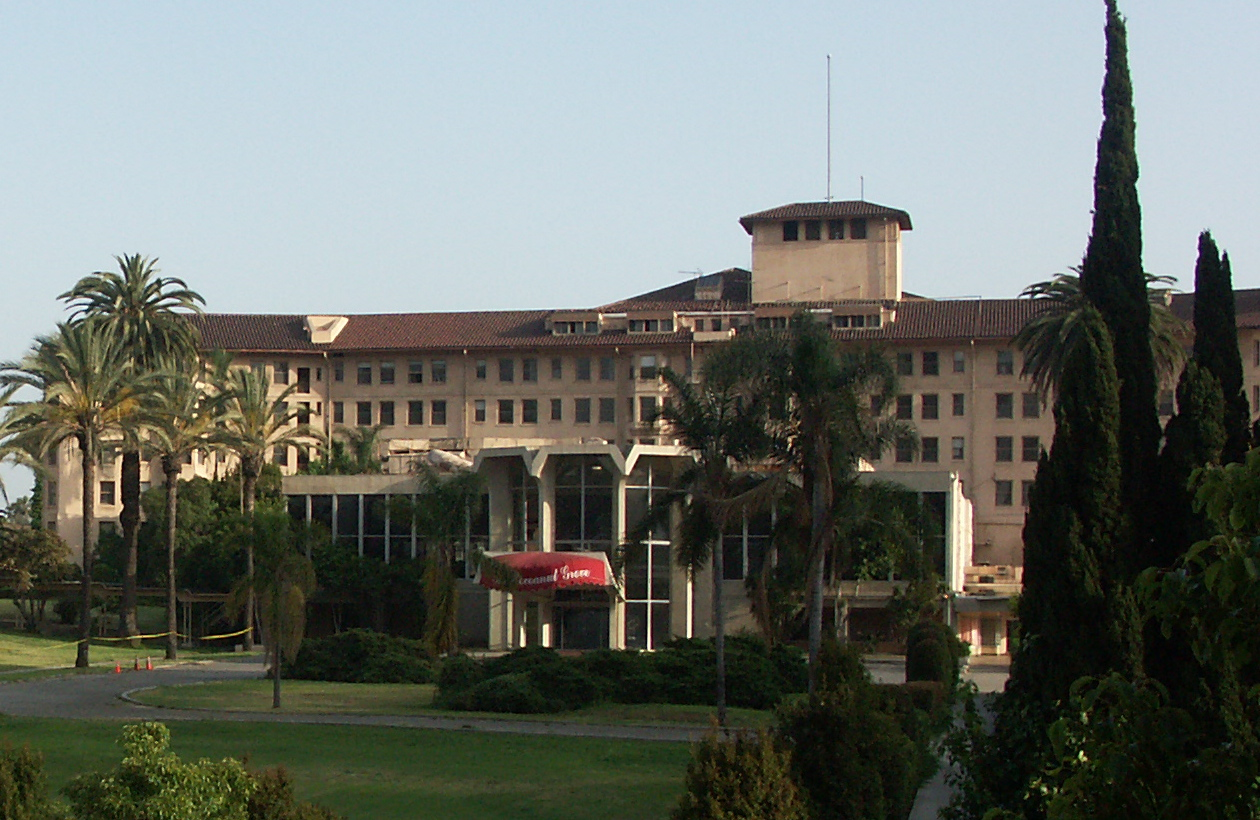
Vue de l'entrée de l'hôtel Ambassador de Los Angeles.

Arrivés à Los Angeles, Clarence et Alabama retrouvent Dick Ritchie, un vieil ami de Clarence qui cherche à percer dans le métier d'acteur. Ils tentent de revendre la drogue par l'intermédiaire d'Elliot Blitzer, une relation de Dick qui est l'assistant du célèbre producteur Lee Donowitz. Un rendez-vous avec Donowitz est fixé mais, alors que Clarence est sorti, Alabama est attendue dans leur chambre d'hôtel par un tueur à la solde de Coccotti. Celui-ci l'amoche considérablement mais elle réussit finalement à le tuer. Elliot est quant à lui arrêté en possession d'un peu de cocaïne et révèle ce qu'il sait aux deux inspecteurs qui l'interrogent. Les inspecteurs décident alors de lui poser un micro afin de réaliser un beau coup de filet.
Clarence, Alabama et Dick retrouvent Elliot et Donowitz dans une suite du Ambassador Hotel pour leur rendez-vous. Une équipe de policiers se tient non loin prête à intervenir, et d'autres mafieux à la solde de Coccotti, renseignés malencontreusement par Floyd, le colocataire de Dick, se préparent à récupérer la cocaïne. Clarence fait bonne impression à Donowitz, qui se décide à acheter la marchandise. C'est à ce moment que les policiers et les mafieux interviennent chacun de leur côté. La suite de l'hôtel devient alors le lieu d'une impasse mexicaine où policiers, gangsters et gardes du corps de Donowitz se menacent mutuellement. Quand Donowitz se rend compte que c'est Elliot qui l'a balancé, cela déclenche la fusillade. L'inspecteur Nicholson tue Donowitz avant de se faire tuer par ses gardes du corps. Elliot est truffé de balles dans la fusillade. Dick arrive à prendre la fuite et Clarence, qui était aux toilettes pendant ce temps, reçoit une balle dans l'œil en sortant. Tous les autres protagonistes sont tués, Alabama abattant le dernier, l'inspecteur qui avait tiré sur Clarence. Mais celui-ci n'a pas été tué et Alabama et Clarence s'échappent avec l'argent de Donowitz.
L'épilogue présente Clarence, portant un bandeau, et Alabama désormais à Cancún avec un petit garçon qu'ils ont baptisé... Elvis.

## Fiche technique
Sauf indication contraire, les informations mentionnées dans cette section peuvent être confirmées par la base de données cinématographiques IMDb,  présente dans la section « Liens externes ».
- Titre original et français : True Romance
- Titre québécois : À cœur perdu
- Réalisation : Tony Scott
- Scénario : Quentin Tarantino, avec la participation non créditée Roger Avary
- Musique : Hans Zimmer
- Décors : Benjamín Fernández
- Costumes : Susan Becker
- Photographie : Jeffrey L. Kimball
- Montage : Michael Tronick et Christian Wagner
- Production : Samuel Hadida, Gary Barber, Steve Perry et Bill Unger
  - Producteurs délégués : Robert Weinstein, Harvey Weinstein et James G. Robinson
- Sociétés de production : Morgan Creek Productions (États-Unis), Davis-Films (France), August Entertainment (États-Unis)
- Sociétés de distribution : Warner Bros. (États-Unis), Metropolitan Filmexport (France)
- Budget : 13 500 000 $[4]
- Pays de production :  États-Unis,  France
- Langues originales : anglais (quelques dialogues en italien)
- Format : couleurs - 2,35:1 - Dolby Surround - 35 mm
- Genre : thriller, action, romance
- Durée : 121 minutes
- Dates de sortie : 
  - États-Unis : 10 septembre 1993
  - France : 20 octobre 1993[5]
- Classification : R (restricted) aux États-Unis[N 1], -16 en France[5], 16+ au Québec[N 2]

## Distribution
- Christian Slater (VF : Jean-Philippe Puymartin ; VQ : Gilbert Lachance) : Clarence Worley
- Patricia Arquette (VF : Déborah Perret ; VQ : Violette Chauveau) : Alabama Whitman
- Dennis Hopper (VF : Michel Bedetti ; VQ : Jean-Marie Moncelet) : Clifford Worley
- Gary Oldman (VF : Daniel Beretta ; VQ : Alain Zouvi) : Drexl Spivey
- Christopher Walken (VF : Patrick Floersheim ; VQ : Jean-Luc Montminy) : Vincenzo Coccotti
- Val Kilmer (VF : Luc Bernard ; VQ : Daniel Picard) : Elvis, le « mentor »
- Brad Pitt (VF : Philippe Vincent ; VQ : Jacques Lussier) : Floyd
- Michael Rapaport (VF : Bertrand Liebert) : Dick Ritchie
- Bronson Pinchot (VF : Vincent Violette ; VQ : Jacques Lavallée) : Elliot Blitzer
- Saul Rubinek (VF : Gérard Rinaldi ; VQ : Mario Desmarais) : Lee Donowitz
- James Gandolfini (VF : Richard Leblond ; VQ : Vincent Davy) : Virgil
- Chris Penn (VF : Thierry Ragueneau ; VQ : Benoît Rousseau) : Nicky Dimes
- Tom Sizemore (VF : José Luccioni ; VQ : Pierre Auger) : Cody Nicholson
- Frank Adonis (VF : Mario Santini) : Frankie
- Victor Argo (VF : Gérard Rinaldi) : Lenny
- Paul Ben-Victor (VF : Jean-Jacques Nervest) : Luca
- Kevin Corrigan : Marvin
- Michael Beach : Wurlitzer
- Patrick John Hurley : Monty
- Eric Allan Kramer (VF : Jean-François Aupied) : Boris
- Anna Thomson : Lucy
- Maria Pitillo : Kandy
- Samuel L. Jackson (VF : Tola Koukoui) : Big Don
- Paul Bates (VF : Jean-Jacques Nervest) : Marty
- Conchata Ferrell : Mary Louise Ravencroft
- Ed Lauter (VF : Gilbert Lévy) : le capitaine Quiggle
- Gregory Sporleder : le client du fast-food 1
- Jack Black : caméo dans une des scènes coupées du film où il tient un rôle d'ouvreur

Sources doublage : AlloDoublage (VF) et doublage.qc.ca (VQ)

## Personnages
- Clarence Worley (Christian Slater) est un jeune vendeur de comics cinéphile (appréciant particulièrement les films sur la guerre du Vietnam ou les films de kung-fu) qui est également passionné de rock 'n' roll et est un fan inconditionnel d'Elvis Presley. Né dans un quartier pauvre de Détroit et fils d'un policier, il est très apprécié par son patron et les clients du magasin. Il tombe amoureux d'une call girl du nom d'Alabama. Il est un vrai teigneux n'ayant peur de rien.
- Alabama (Patricia Arquette) est une apprentie call-girl, originaire de Floride, qui abandonne soudainement son « travail » par amour pour Clarence et le suit dans son aventure.
- Dick Ritchie (Michael Rapaport) est un apprenti comédien ami de Clarence qui s'est installé à Los Angeles. Quelque peu naïf, il apprend qu'il va tenir un petit rôle dans la série Hooker. Il a un colocataire squatteur et amateur de drogues douces du nom de Floyd (Brad Pitt).
- Elvis Presley (Val Kilmer) est un Elvis Presley sorti de l'imagination de Clarence et qui lui sert de mentor dans les situations difficiles.
- Drexl Spivey (Gary Oldman) est un proxénète doublé d'un dealer qui est le maquereau d'Alabama. D'un tempérament très instable et dangereux, il se montre particulièrement mauvais et violent. Il prétend être un fils de noir mais est parfaitement conscient que c'est totalement faux.
- Clifford Worley (Dennis Hopper) est le père de Clarence, il s'agit d'un ancien policier âgé et pauvre, vivant dans une petite caravane près d'une voie ferrée à Détroit.
- Vincenzo Coccotti (Christopher Walken) est le bras droit d'un puissant parrain de la mafia qui lance ses hommes de main à la recherche d'une mallette contenant plusieurs sachets de cocaïne.
- Cody Nicholson et Nicky Dimes (Tom Sizemore et Chris Penn) sont deux inspecteurs de police ambitieux souhaitant arrêter le producteur véreux Lee Donowitz pour trafic de drogue.
- Virgil (James Gandolfini) est un homme de main dangereux et sadique de Vincenzo Coccotti, que celui-ci lance aux trousses de Clarence et Alabama.
- Elliot Blitzer (Bronson Pinchot) est un acteur débutant ami avec Dick Ritchie et assistant de Lee Donowitz. Il est assez peu sûr de lui. Il devra collaborer avec la police pour faire tomber son patron.
- Lee Donowitz (Saul Rubinek) est un producteur de films au tempérament excentrique, ne cessant d'invectiver Elliot Blitzer ou de hurler sur ses gardes du corps. Ce personnage est inspiré du producteur Joel Silver[2]. Tony Scott avait détesté travailler avec Joel Silver sur son précédent film, Le Dernier Samaritain.

## Production

### Genèse et développement
En 1985, Roger Avary, alors colocataire de Quentin Tarantino, écrit un script d'environ 80 pages appelé The Open Road qui traite de l'histoire d'un vendeur de comics, Clarence Worley, qui écrit un scénario sur un couple de tueurs en série, Mickey et Mallory, et dont la vie commence à se mélanger avec l'histoire qu'il écrit. Avary est ensuite pris par un autre projet, une adaptation du Surfer d'argent qui ne se concrétisera jamais. Quentin Tarantino lui demande s'il peut retravailler son scénario. Pendant un an, il le réécrit totalement pour en faire la base de l'histoire de True Romance, tout en y intégrant des scènes qui se retrouveront plus tard dans Reservoir Dogs, Pulp Fiction et Tueurs nés. L'histoire est très longue, environ 500 pages, et très complexe. Quentin Tarantino en extirpe alors la trame principale, l'histoire de Clarence et d'Alabama, en 1987. Avec Avary, ils essaient sans succès pendant trois ans de produire le film eux-mêmes, puis de vendre le scénario. Finalement, le producteur français Samuel Hadida, qui est aux États-Unis pour un projet de remake et qui cherche un scénariste, rencontre Quentin Tarantino par l’intermédiaire de Sheldon Lettich. En 1990, Tarantino lui cède les droits du script pour la somme de 40 000 $.
Le film doit à l'origine être produit avec un très petit budget et William Lustig (Maniac Cop) est le premier réalisateur choisi pour faire le film. Entretemps, Tony Scott fait la connaissance de Tarantino sur le tournage du Dernier Samaritain (1991) et lit le script de Reservoir Dogs après avoir terminé ce film. Il est tellement conquis par l'histoire qu'il demande à Tarantino s'il peut la mettre en scène mais Tarantino souhaite se réserver la réalisation de Reservoir Dogs. Tarantino lui fait donc lire le scénario de True Romance, que Scott aime également beaucoup. Scott insiste alors auprès d'Hadida pour être le réalisateur de True Romance. Le producteur Harvey Weinstein, qui a accepté de financer le film à hauteur de 50 % en échange des droits de distribution aux États-Unis, ne veut pas de Lustig mais n'est pas non plus emballé par Tony Scott, qu'il juge incontrôlable. Hadida reprend alors la production à son compte et lui et Scott, désormais liés par leur vision commune du projet, se mettent à chercher des acteurs prestigieux pour jouer dans le film, via les contacts de Scott, afin de pouvoir le vendre dans le monde entier.
Tony Scott reprend le scénario de Tarantino sans y apporter de réels changements sauf pour la fin car, dans le script de Tarantino, Clarence devait y mourir. Mais Scott s'est tellement attaché au couple formé par Clarence et Alabama qu'il souhaite les voir survivre et réussit à imposer sa vision à Quentin Tarantino, malgré son opposition initiale, en le persuadant que cela n'a rien à voir avec des raisons commerciales. Mais Quentin Tarantino, alors en pleine promotion de Reservoir Dogs, n'a pas le temps d'écrire une autre fin et c'est Roger Avary qui se charge de ce travail. Après avoir vu le film, Quentin Tarantino reconnaît que la fin tournée par Scott cadre mieux avec sa vision du film en forme de conte de fées dont la violence n'éclipse pas le romantisme. La structure du film, dans l'ordre chronologique, est également différente de celle du scénario, dans lequel l'histoire de Clarence et Alabama, de leur rencontre jusqu'à l'épisode de la valise de cocaïne, devait intervenir en tant que long flashback juste après la scène entre Dennis Hopper et Christopher Walken.

### Attribution des rôles
Christian Slater est le premier engagé pour tenir le rôle principal de Clarence. Val Kilmer, qui a déjà collaboré avec Tony Scott dans Top Gun (1986) et qui convoitait également le rôle de Clarence, obtient finalement celui du mentor (Elvis Presley). L'acteur, bien que n'ayant qu'une journée de tournage, se prépare intensément en visionnant tous les films et en écoutant tous les albums d'Elvis, que Scott lui a envoyés. Pour le principal rôle féminin, Tony Scott pense d'abord à Drew Barrymore mais celle-ci n'est pas disponible. Patricia Arquette est alors engagée par Tony Scott, qui a été impressionné par sa performance, emplie d'innocence enfantine, dans le téléfilm Wildflower, et l'actrice passe trois semaines à observer et à discuter avec des prostituées pour s'imprégner de son rôle. Avant que les acteurs principaux du film soient engagés, Quentin Tarantino avait pensé à Robert Carradine et Joan Cusack pour les rôles de Clarence et Alabama. Juliette Lewis est elle aussi sollicitée pour le rôle d'Alabama mais décline l'offre pour tourner Tueurs nés d'après un autre scénario de Quentin Tarantino.
D'autres acteurs célèbres, séduits par le scénario et acceptant de jouer dans le film pour des cachets réduits, sont engagés pour des rôles secondaires. La production persuade ainsi Christopher Walken et Dennis Hopper en disant à chacun des deux que l'autre a déjà accepté. Robert Forster devait initialement interpréter le rôle tenu par Walken. Gary Oldman commence le tournage du film un jour après avoir terminé celui de Romeo Is Bleeding et trouve le look du personnage de Drexl (dreadlocks, dents en argent et cicatrices sur le visage) d'après celui d'un preneur de son jamaïcain blanc, qui travaillait avec lui sur ce film. Brad Pitt fait également beaucoup pour donner plus d'épaisseur à son personnage, à peine esquissé dans le scénario, improvisant plusieurs répliques et trouvant des accessoires (comme son bonnet rasta). Il avait d'abord été contacté pour jouer le rôle principal mais il était trop occupé par la fin du tournage de Kalifornia (1993) et ne voulait pas enchaîner avec un rôle qui lui semble similaire. Jack Black fait un caméo dans une des scènes coupées du film où il tient un rôle d'huissier de théâtre. Tom Sizemore devait interpréter Virgil mais ce rôle est repris par James Gandolfini. Néanmoins, il tient le rôle de l'inspecteur Cody Nicholson.

### Tournage

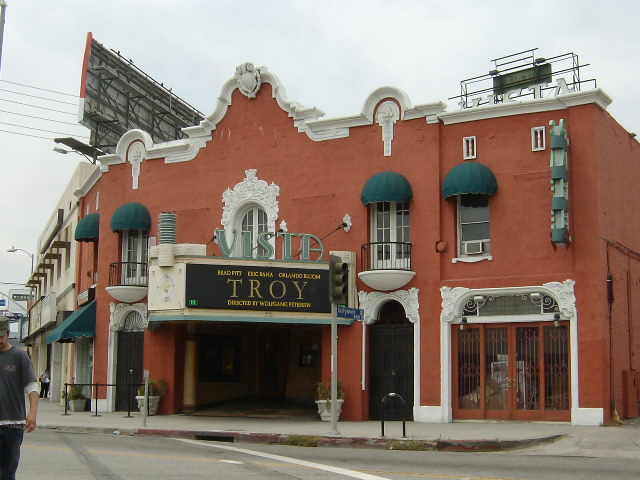
Le Vista Theater, situé sur Sunset Drive dans le quartier d'East Hollywood, où a été tourné la scène de la rencontre entre Clarence et Alabama.

Le tournage du film a eu lieu du 21 janvier 1993 au 31 mars 1993 pendant 70 jours[réf. souhaitée], avec une semaine de tournage en janvier à Détroit pour les extérieurs, tout le reste du tournage se déroulant à Los Angeles. Le directeur de la photographie Jeffrey L. Kimball a déjà collaboré avec Tony Scott pour Top Gun (1986), Le Flic de Beverly Hills 2 (1987) et Vengeance (1990). Lors du premier jour de tournage, qui est également celui de la première scène du film, Tony Scott s'aperçoit que Christian Slater joue trop sur le côté positif et léger de son personnage et Scott lui demande de visionner Taxi Driver afin qu'il s'inspire du personnage joué par Robert De Niro pour accentuer le côté sombre de Clarence Worley. Patricia Arquette peine à trouver la bonne émotion dans deux scènes importantes du film et le réalisateur la gifle alors assez violemment pour l'aider à se mettre en condition, la première fois en la prenant par surprise et la deuxième fois à la demande de l'actrice. James Gandolfini, dont c'est le premier rôle assez important, est lui aussi totalement impliqué dans son rôle et, lors de la scène où il se bat avec l'actrice, demande même à Patricia Arquette de réellement lui planter un tire-bouchon dans le pied afin qu'il ressente vraiment la douleur. Mais l'actrice refuse et c'est finalement un assistant de production qui plante un compas dans le pied de James Gandolfini devant l'insistance de l'acteur.

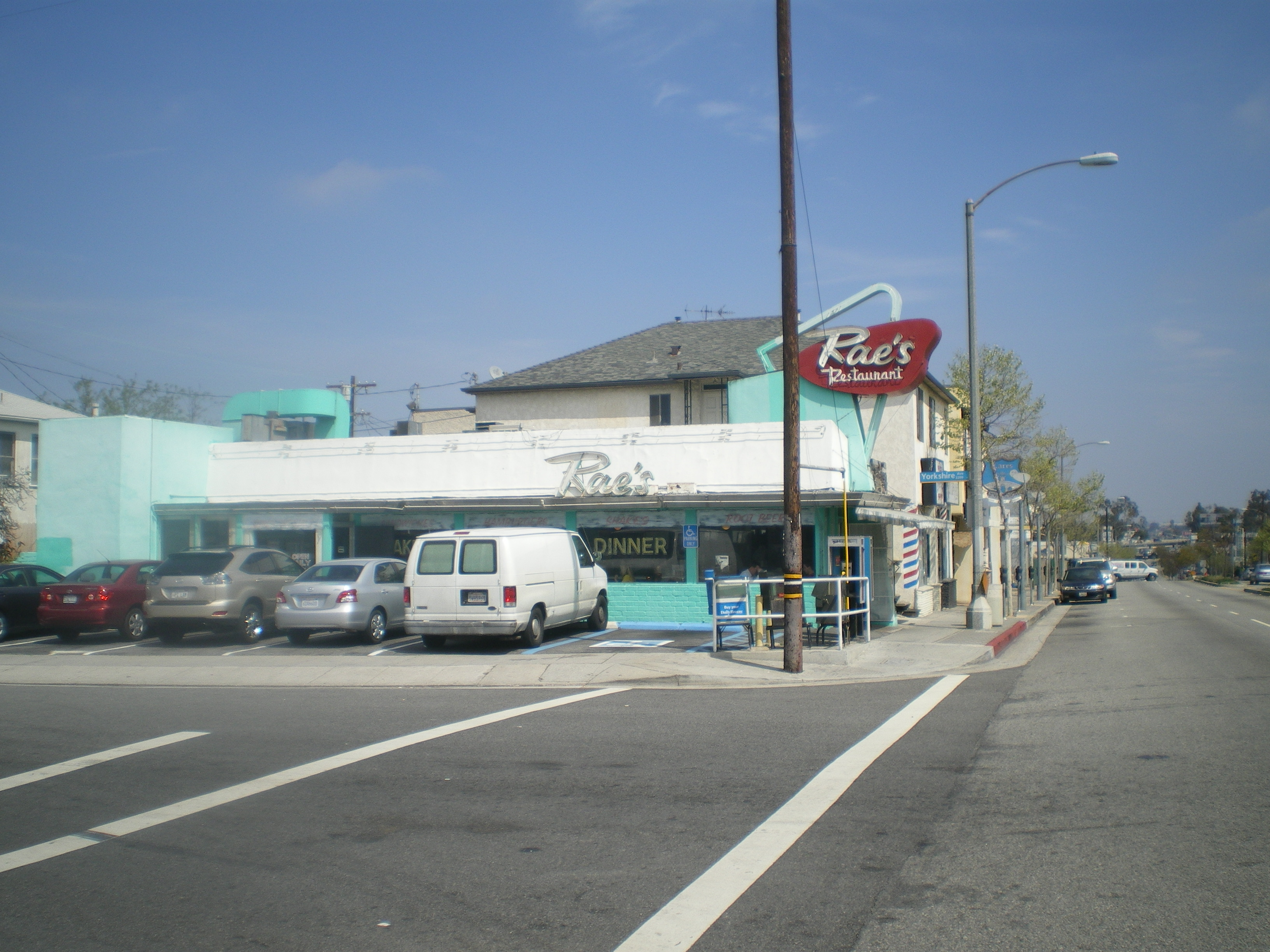
Le Rae's Restaurant, à Santa Monica, où Clarence et Alabama se rendent après le cinéma.

Les intérieurs de la scène de fusillade finale sont tournées sur Wilshire Boulevard au véritable Hôtel Ambassador de Los Angeles, où a été assassiné Robert Kennedy en 1968 et qui a été fermé au public en 1989, avant d'être démoli en 2005. La scène qui se déroule sur les montagnes russes était à l'origine prévue pour se dérouler au zoo de Los Angeles, autour d'une cage à gorille, mais cela n'a pas été possible en raison des restrictions concernant les tournages avec des animaux. La scène est donc tournée au parc d'attractions Six Flags Magic Mountain, sur les montagnes russes Viper. Cette scène est difficile à tourner car Bronson Pinchot et surtout Michael Rapaport détestent les montagnes russes. Rapaport est même sédaté pour le deuxième jour de tournage de la scène. Le cinéma où se rencontrent Clarence et Alabama est le Vista Theater, cinéma historique d'East Hollywood, alors que le diner où ils vont manger un gâteau ensuite est situé à Santa Monica. Le motel où le couple séjourne à Los Angeles est le Safari Inn de Burbank.

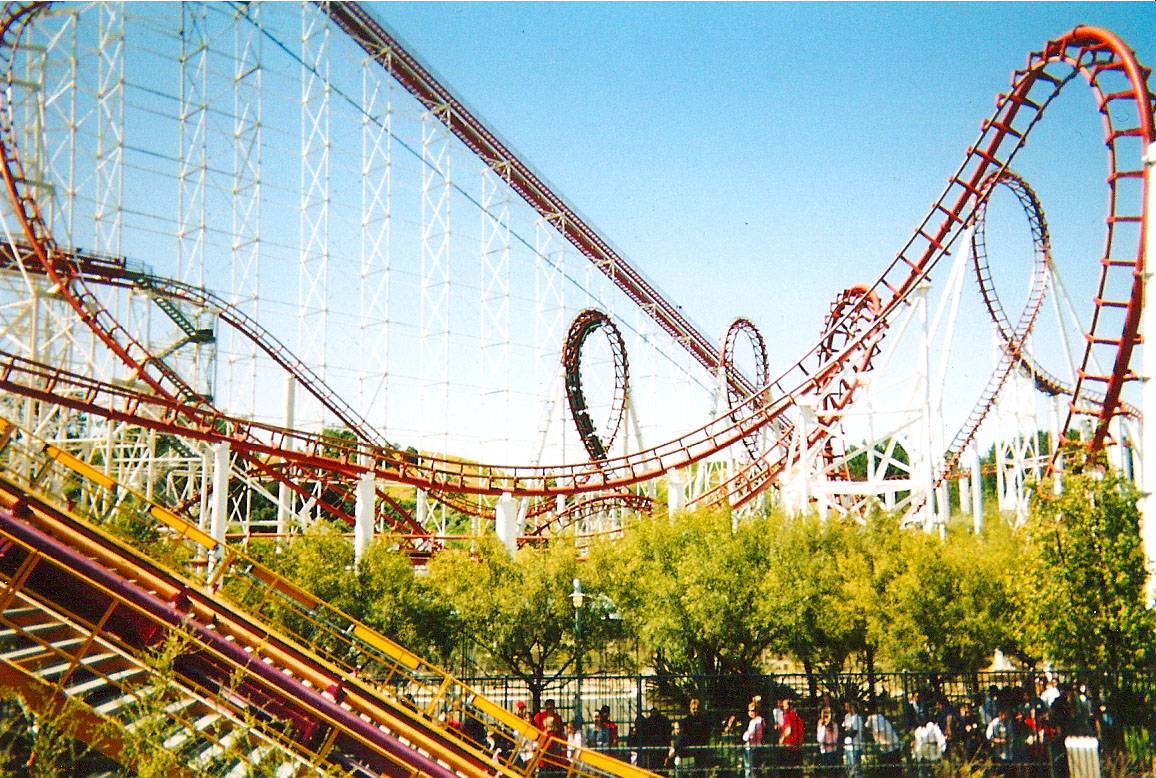
Les montagnes russes Viper du parc d'attractions Six Flags Magic Mountain, où Clarence donne rendez-vous à Elliot Blitzer.

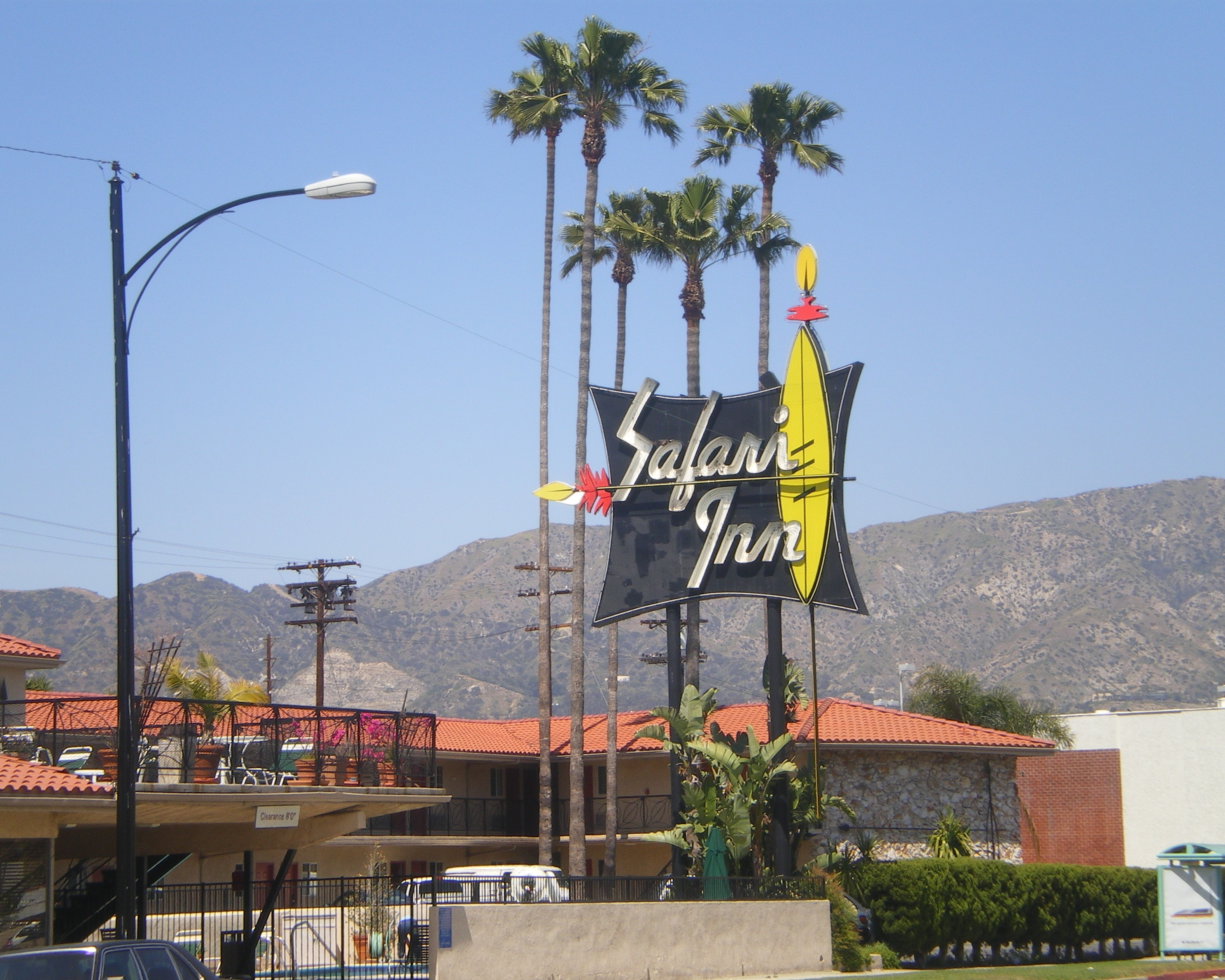
Le Safari Inn de Burbank, où Clarence et Alabama prennent une chambre quand ils arrivent à Los Angeles.

La fameuse scène entre Dennis Hopper et Christopher Walken, également connue sous le nom de « scène des Siciliens », est tournée en deux jours (le premier pour filmer les plans de Dennis Hopper et le second pour ceux de Christopher Walken) et c'est l'une des scènes dont Tarantino est le plus fier d'être l'auteur. Elle trouve son origine dans une histoire (à propos de la conquête de la Sicile par les Maures au Moyen Âge) que lui avait raconté le frère de la meilleure amie de sa mère alors qu'il avait onze ans, et Quentin Tarantino dit à son sujet qu'elle devrait être montrée dans toutes les écoles d'acteurs comme une leçon d'interprétation tellement il trouve parfait le jeu des deux acteurs. Ces derniers ont respecté leur texte à la lettre, ajoutant seulement une petite improvisation à la fin de la scène quand Hopper dit à Walken qu'il est « café au lait » (eggplant en VO) et que Walken répond en disant que Hopper est « chocolat » (cantaloupe en VO).
Afin de pouvoir obtenir aux États-Unis la classification R (interdit aux moins de 18 ans non accompagnés) refusée une première fois par la Motion Picture Association of America, qui a classifié le film NC-17 (interdit aux moins de 18 ans et qui interdit également toute promotion télévisée pour le film), le film doit subir quelques coupures. Ainsi, la scène du combat sauvage qui oppose Alabama à Virgil est amputée de sa conclusion, jugée trop bestiale par la MPAA, où Alabama vide le chargeur du fusil à pompe sur Virgil avant de s'acharner sur son cadavre à coups de crosse. De même, les plans les plus sanglants de la fusillade finale sont supprimés, et l'inspecteur Dimes est tué par l'un des mafiosi et non par Alabama. Ces scènes censurées pour la sortie en salles aux États-Unis sont néanmoins rétablies pour la version internationale.

## Bande originale
Le compositeur Hans Zimmer, qui a déjà travaillé avec Tony Scott sur Jours de tonnerre (1990), revisite le morceau Gassenhauer de Carl Orff, tiré de Musica poetica, pour le titre You're So Cool. Gassenhauer avait été précédemment utilisé par Terrence Malick sur son film La Balade Sauvage (1973), l'un des films préférés de Tony Scott. La musique de la scène entre Dennis Hopper et Christopher Walken est Sous le dôme épais, extrait de l'opéra Lakmé (1883) de Léo Delibes que Scott avait déjà utilisé pour son premier film Les Prédateurs (1983). La bande originale est sortie le 7 septembre 1993 sous le label Morgan Creek.
| 1.  | You're So Cool                                       | Hans Zimmer     | 3:40 |
| 2.  | Graceland                                            | Charlie Sexton  | 3:25 |
| 3.  | In Dreams                                            | John Waite      | 3:45 |
| 4.  | Wounded Bird                                         | Charles & Eddie | 5:10 |
| 5.  | I Want Your Body                                     | Nymphomania     | 4:18 |
| 6.  | Stars at Dawn                                        | Hans Zimmer     | 2:04 |
| 7.  | I Need A Heart To Come Home To                       | Shelby Lynne    | 4:20 |
| 8.  | Viens Malika sous le dôme (arrangé par Howard Blake) | Léo Delibes     | 3:56 |
| 9.  | The Tender Trap                                      | Robert Palmer   | 3:37 |
| 10. | Outshined                                            | Soundgarden     | 5:12 |
| 11. | Amid The Chaos Of The Day                            | Hans Zimmer     | 4:54 |
| 12. | Two Hearts                                           | Chris Isaak     | 3:33 |

## Accueil

### Accueil critique
Le film a été bien accueilli par la critique, recueillant 92 % de critiques positives, avec une note moyenne de 7,5⁄10 et sur la base de 48 critiques collectées, sur le site internet Rotten Tomatoes. Sur le site Metacritic, il obtient un score de 57⁄100, sur la base de 18 critiques collectées. Le site AlloCiné, sur la base de 5 critiques collectés, lui attribue une note de 2,4⁄5.
Parmi les critiques positives, Roger Ebert, du Chicago Sun-Times, donne au film 3 étoiles sur 4, estimant qu'il « crée son propre univers et s'en glorifie », que son « énergie et son style sont vivifiants » et que « les seconds rôles sont magnifiques, notamment Christopher Walken, Dennis Hopper et Brad Pitt ». Janet Maslin, du New York Times, évoque un « road-movie joyeusement amoral, dynamique et macabre » aux « dialogues hauts en couleur ». Pour Peter Travers, de Rolling Stone, « ce film est de la dynamite » où tous les acteurs « brillent », notamment Christian Slater et Patricia Arquette qui forment un couple « sauvagement comique et sexy de romantiques meurtris ». Il ajoute que l'on parlera pendant des années de la « confrontation fulgurante » entre Dennis Hopper et Christopher Walken, « tous deux au sommet de leur art ». Rob Fraser, du magazine Empire, donne au film 4 étoiles sur 5, mettant en avant « les personnages très vivants », des « dialogues étincelants », des « scènes sensationnelles » et « l'énergie implacable » donnée au film par Tony Scott. Il regrette seulement que l'histoire « soit dépourvue de conséquences émotionnelles ou morales ». Pour la rédaction de L'Express, ce « film au casting dans le vent » bénéficie du « scénario énervé et échevelé de Tarantino qui bouscule le style hollywoodien » de Tony Scott, « enlève le morceau et aligne deux ou trois scènes anthologiques, dont la confrontation Hopper-Walken ». Fabienne Bradfer, du Soir, évoque un « mélange détonnant soutenu par une distribution vertigineuse » où « Tarantino a le sens du suspense et Tony Scott celui du rythme et de l'image-choc » et où « on passe de la tension la plus grande à la dérision la plus légère ».
Plus contrasté, Jonathan Rosenbaum, du Chicago Reader, affirme que « le sens de l'humour de Tarantino est communicatif mais assez froid » et que « la réalisation de Scott est habile mais mécanique ». Pierre Murat, de Télérama, met en avant le « scénario brillant et très écrit » de Tarantino, prenant comme exemple « le duel oratoire entre Christopher Walken et Dennis Hopper » où l'on « savoure chaque réplique », et regrette « qu'il ne l'ait pas lui-même mis en scène ». Il note aussi que la violence est « théâtrale et irréelle » mais « sur le fil de la complaisance ». James Berardinelli, du site ReelViews, donne au film 2,5 étoiles sur 4, évoquant des « dialogues plein d'esprit, un humour tranchant et macabre » et une scène « stupéfiante » entre Dennis Hopper et Christopher Walken mais regrettant « une réalisation terre-à-terre » « au style dénué de punch » et une histoire romantique peu crédible.
Du côté des critiques négatives, Richard Harrington, du Washington Post, affirme que le film est « ridiculement sanglant et désordonné », que son côté stylisé ne peut excuser autant de violence et que son principal échec est son « incapacité à renouveler le cliché du jeune couple de hors-la-loi en cavale ». Kenneth Turan, du Los Angeles Times, critique le « nihilisme creux » et « l'affectation suffisante » du film et ses « retournements de situation incohérents ». Gene Siskel, du Chicago Tribune, estime que c'est « un road-movie stupide et stylisé ». Pour Thomas Bourguignon, de Positif, malgré « quelques situations jubilatoires et quelques scènes très fortes », le scénario est décevant, notamment par son absence de réflexion sur la violence, et le film est en outre gâté par son « insupportable musique sirupeuse » et le procédé « assez horripilant et lâche » consistant à faire croire à la mort du héros.

### Box-office
Le film a été un échec commercial, ne rapportant que 12 281 551 $ au box-office américain. Au Royaume-Uni, il a rapporté 1 321 112 £ (soit un plus de deux millions de dollars). En France, il a réalisé 360 768 entrées lors de sa première exploitation en salles en 1993, puis 33 227 entrées lors de sa ressortie en 1995, portant le cumul des deux exploitations à 393 995 entrées.

## Distinctions
Lors des Saturn Awards 1994, le film reçoit trois nominations, pour le meilleur acteur (Christian Slater), la meilleure actrice (Patricia Arquette) et le meilleur scénario. Il est également présenté en compétition officielle pour le meilleur film au festival Fantasporto de 1995. En 2008, le magazine Empire le classe à la 157e place dans sa liste des 500 meilleurs films de tous les temps. La même année, le personnage de Vincenzo Coccotti figure à la 85e place du classement des 100 meilleurs personnages de films, toujours selon Empire. En 2012, le personnage de Drexl figure à la 4e place du classement des 25 dealers de drogue les plus cools du cinéma établi par le magazine Complex.

## Clins d’œil et références
- Quelques éléments du scénario ont été repris du premier projet, inachevé, de Quentin Tarantino, My Best Friend's Birthday (1987), comme le monologue d'Elvis, joué par Val Kilmer, et le personnage de la call-girl jouée par Patricia Arquette[11].
- À l'origine, la scène de Reservoir Dogs où les truands discutent d'une femme qui a collé le sexe de son mari était présente dans le script de True Romance[9].
- Dans le film, Clarence va au cinéma et regarde trois films avec Sonny Chiba (The Street Fighter, Return of the Street Fighter et The Street Fighter's Last Revenge) dont Quentin Tarantino est un grand fan. Il lui offrira d'ailleurs plus tard le rôle d'Hattori Hanzo dans Kill Bill : Volume 1 (2003)[40].
- Alabama et Clarence regardent à la télévision Le Syndicat du crime 2 (1987), de John Woo, film qui a beaucoup influencé le style de Tarantino au niveau de la chorégraphie de la violence[40].
- Lorsque Clarence se rend chez Drexl, le mac, on voit en fond le film The Mack (1973), un film de la blaxploitation inédit en France à ce jour[40].
- Le petit garçon qui joue le fils d'Alabama et Clarence s'appelle Enzo et est le fils de Patricia Arquette[11].
- En 2009, Tarantino réalise le film de guerre Inglourious Basterds qui se déroule durant la Seconde Guerre mondiale. L'un des personnages se nomme Donny Donowitz. Quelque temps plus tard, Tarantino révèle que ce personnage est le père de Lee Donowitz de True Romance[41],[42].
- Clarence fait référence au film Voyage au bout de l'enfer (1978), film dans lequel Christopher Walken a joué.

## Sortie vidéo
True Romance est d'abord édité en VHS par Warner Bros. Home Entertainment en 1994 en région 1. Le film est distribué en VHS et Laserdisc par TF1 Vidéo en 1996 en région 2. Une édition simple en DVD est sortie le 30 septembre 1997 en région 1 et le 10 janvier 2000 en région 2. Une édition collector en DVD est sortie le 30 juin 2003 en région 1 et le 12 mai 2004 en région 2. Cette version triple DVD comprend trois commentaires audio (un par Tony Scott, un par Quentin Tarantino et un par Christian Slater et Patricia Arquette), des documentaires retraçant toutes les étapes de la production du film, des interviews des acteurs, les scènes coupées et la fin alternative.
La version en disque Blu-ray est sortie le 26 mai 2009 en région 1 et le 12 janvier 2010 en région 2. Elle comporte les mêmes bonus que l'édition collector en DVD.
En 2021, un coffret en édition limitée blu-ray Ultra HD 4K sort mais uniquement en anglais (éditée par Arrow Video). Ce gros coffret comprend notamment un livret collector de 60 pages, une affiche recto-verso, des cartes postales et autocollants ainsi que de nombreux bonus.